# یوجی کیشی
یوجی کیشی (انگلیسی: Yūji Kishi; ۲۸ سپتامبر ۱۹۷۰ – ) صداپیشه، و بازیگر اهل ژاپن بود. وی از سال ۱۹۹۶ میلادی تاکنون مشغول فعالیت بوده‌است.